# Erich Hoffmann (Politiker, 1906)
Erich Hoffmann Spitzname Vatti (* 13. Februar 1906 in Zerbst; † 14. Februar 1959 in Ost-Berlin) war ein deutscher Journalist und Politiker (KPD).

## Leben und Beruf

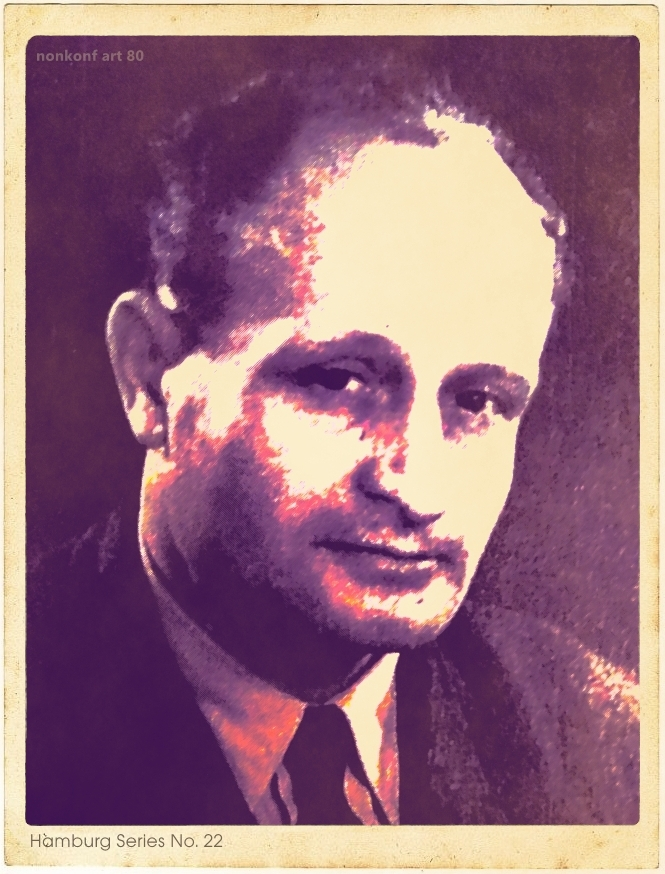

Erich Hoffmann stammte aus einer Arbeiterfamilie. Nach einer Lehre als Kernmacher in Kiel arbeitete er auf der Germaniawerft und zog 1927 nach Hamburg. Er war als Metallarbeiter bei den Firmen Menck & Hambrock und Michaelsen beschäftigt. Ab 1928 absolvierte er ein Volontariat bei der kommunistischen Hamburger Volkszeitung, für die er anschließend bis 1932 auch als Redakteur tätig war. Wegen seiner Artikel wurde er 28-mal wegen Hochverrat von der Justiz angeklagt. Das Reichsgericht verurteilte ihn wegen seiner gegen die Weimarer Republik gerichteten Artikel zu elf Monaten Festungshaft, die er 1931 auf der Festung Gollnow absaß. Dort lernte er Willi Bredel und Richard Scheringer kennen. Nach der Machtergreifung der Nationalsozialisten wurde er 1933 in Lübeck verhaftet und im KZ Fuhlsbüttel schwer misshandelt. Im Juni 1933 wurde er freigelassen und war zunächst in der Illegalität Leiter des verbotenen Roten Frontkämpferbundes in Hamburg, floh aber noch im selben Jahr nach Dänemark. Nachdem er wegen seiner Tätigkeit für die Rote Hilfe im März 1934 aus Dänemark ausgewiesen worden war, zog er zunächst in das Saargebiet und von dort im Februar 1935 weiter nach Frankreich. Später ging er nach Moskau. Im Mai 1937 schloss er sich im spanischen Bürgerkrieg den Internationalen Brigaden an, für die er zunächst als Panzerfahrer tätig war. Nachdem er im Juli desselben Jahres in der Nähe von Madrid eine schwere Kopfverletzung erlitten hatte, wurde er Politkommissar im Sanitätswesen. Im Mai 1939 wurde er bei der Flucht aus Spanien an der französischen Grenze festgenommen, in Frankreich interniert und im Mai 1942 gemeinsam mit Kurt Goldstein und Hermann Axen vom Vichy-Regime nach Deutschland ausgeliefert. Nachdem er zunächst im KZ Auschwitz inhaftiert war, kam er von Januar bis April 1945 in das KZ Buchenwald. Im KZ Auschwitz-Birkenau war er an der Rettung von jüdischen Kindern beteiligt, deren Eltern vergast worden waren. Er konnte durch Ausweise mit neuer Identität und Unterstützung von Widerstandsgruppen im KZ überleben.
Nach der Befreiung aus dem Konzentrationslager kehrte er nach Hamburg zurück. Von Mai 1946 bis 1950 arbeitete er als Chefredakteur wieder für die Hamburger Volkszeitung. Nach dem KPD-Verbot war er als freier Journalist tätig. Schwer krank übersiedelte er 1958 nach Ost-Berlin, wo er mit 53 Jahren starb.
Hoffmann wurde auf dem Hamburger Friedhof Ohlsdorf im Bereich des Ehrenfelds der Geschwister-Scholl-Stiftung beigesetzt.
Seine Hilfsbereitschaft brachte ihm den Spitznamen „Vatti“ ein. Mit diesem Namen wurde er von seinen Freunden bis zu seinem Tode angeredet.

## Politik
Hoffmann trat bereits als Jugendlicher 1922 dem KJVD bei, dessen Unterbezirk Hamburg er 1927/28 leitete. Später engagierte er sich in der KPD, für die er von November 1931 bis zum Mai 1932 der Hamburgischen Bürgerschaft angehörte. Nach dem Zweiten Weltkrieg war er am Wiederaufbau der KPD in Hamburg beteiligt und war zunächst Agitpropleiter der KPD-Wasserkante. 1946/47 gehörte er dem Zonenbeirat der Britischen Besatzungszone an. Im Februar 1950 wurde er als Organisationsleiter einer der einflussreichsten KPD-Funktionäre in der Hansestadt. Am 14. Dezember 1951 rückte er für Friedrich Dettmann, der auf Parteibeschluss in die DDR übergesiedelt war, in die Bürgerschaft nach und wurde dort KPD-Fraktionsvorsitzender. Als die KPD bei der Bürgerschaftswahl 1953 an der neu eingeführten Fünf-Prozent-Hürde scheiterte, schied Hoffmann aus der Bürgerschaft aus.